# Palazzo Centrale dell’Università di Pavia

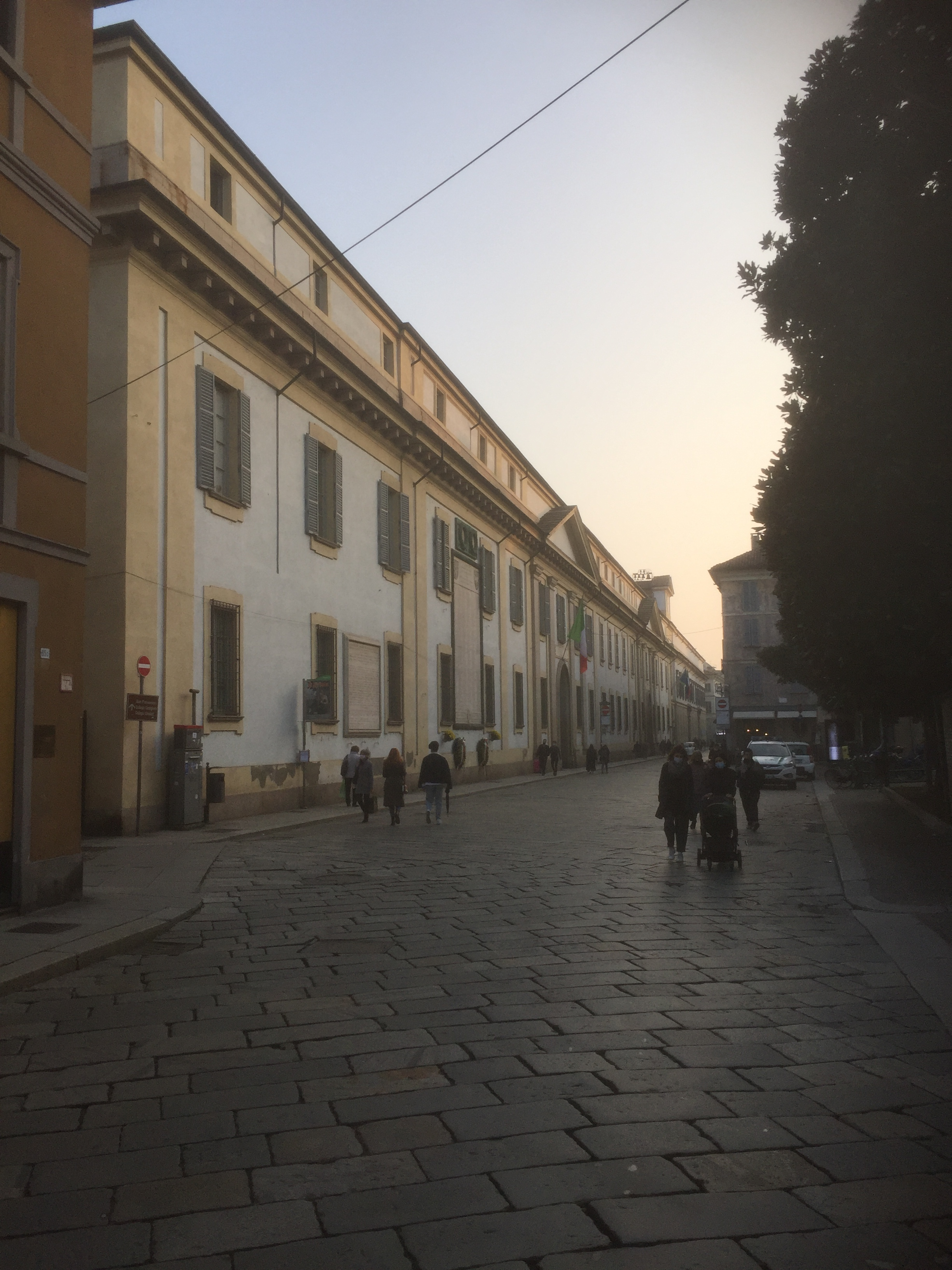
Die Fassade entlang der Strada Nuova

Der Palazzo Centrale dell’Università di Pavia (deutsch zentrale Palast der Universität Pavia) ist ein Gebäudekomplex in Pavia, Lombardei, der den Sitz des Rektorats, einige Fakultäten und das Museum für die Geschichte der Universität Pavia beherbergt.

## Geschichte
Die Universität Pavia wurde 1360 gegründet, doch fanden die Vorlesungen lange Zeit an verschiedenen Orten statt, etwa in den Räumlichkeiten des Dominikanerklosters San Tommaso, in privaten Wohnhäusern oder im Broletto. Erst zwischen 1485 und 1490 entschied sich Herzog Ludovico Sforza, der Universität – der einzigen im Herzogtum Mailand, die in diesen Jahren stark wuchs – den Palast von Azzone Visconti zu schenken, der sich entlang der Strada Nuova in der Nähe des San-Matteo-Krankenhauses befand.
Das Gebäude wurde 1534 renoviert, und während dieser Arbeiten wurden zwei Arkadenhöfe mit Loggien geschaffen: einer war für die Studenten des Zivil- und Kirchenrechts bestimmt und wurde „Legale“ genannt (heute ist er Alessandro Volta gewidmet, dessen Statue, ein Werk von Antonio Tantardini, 1878 aufgestellt wurde); der zweite Hof, ursprünglich als „Medico“ bezeichnet, ist heute den im Ersten Weltkrieg gefallenen Studenten gewidmet. Entlang dieses Hofes befanden sich die Hörsäle für die Fächer Medizin, Philosophie und freie Künste.
Die beiden Höfe wurden zwischen 1661 und 1671 nach einem Entwurf von Giovanni Ambrogio Pessina umgestaltet, der auch an der Fabrica del Duomo in Mailand arbeitete. Pessina gestaltete die Höfe ähnlich wie in anderen lombardischen Gebäuden, wie dem Collegio Borromeo und der Accademia di Brera, mit einem doppelten Arkadengang. Dieser wurde von paarweise angeordneten dorischen Säulen aus rosa Granit aus Baveno getragen, die im oberen Stockwerk durch Balustraden verbunden und durch polygonale Bögen miteinander verknüpft wurden.
Im 18. Jahrhundert belebte Kaiserin Maria Theresia die Universität neu, indem sie die Lehre reformierte, renommierte europäische Wissenschaftler berief und den gesamten Gebäudekomplex umfassend renovieren ließ. Das Projekt wurde Giuseppe Piermarini anvertraut, der zwischen 1771 und 1773 die schlichte Fassade entlang der Strada Nuova entwarf, die mit Pilastern verziert und mit zwei Portalen versehen wurde. Zudem veränderte er die Innenhöfe, indem er die Kassettendecken durch Gewölbe ersetzte und die polygonalen Bögen in Rundbögen umgestaltete.
In denselben Jahren wurden auch die Bibliothek (1772) und die Aula Foscoliana (1775–1782), die für Promotionszeremonien bestimmt war, fertiggestellt. Das rasche Wachstum der Universität in dieser Zeit machte weitere bauliche Erweiterungen notwendig. 1783 gewährte Kaiser Joseph II. der Universität das kürzlich aufgelöste Kloster Leano, das an den „Legale“-Hof angrenzte.
Das neue Gebäude, das von Leopold Pollack entworfen wurde und um einen dritten Innenhof mit doppelten Loggien auf paarweise angeordneten dorischen Säulen strukturiert war, wurde 1785 fertiggestellt und der Fakultät für Theologie gewidmet. Dank der kaiserlichen Finanzierung wurden in denselben Jahren, ebenfalls nach einem Entwurf von Leopold Pollack, das neue anatomische Theater („Aula Scarpa“) zwischen 1785 und 1786 sowie das physikalische Theater, heute als „Aula Volta“ bekannt, im Jahr 1787 errichtet.

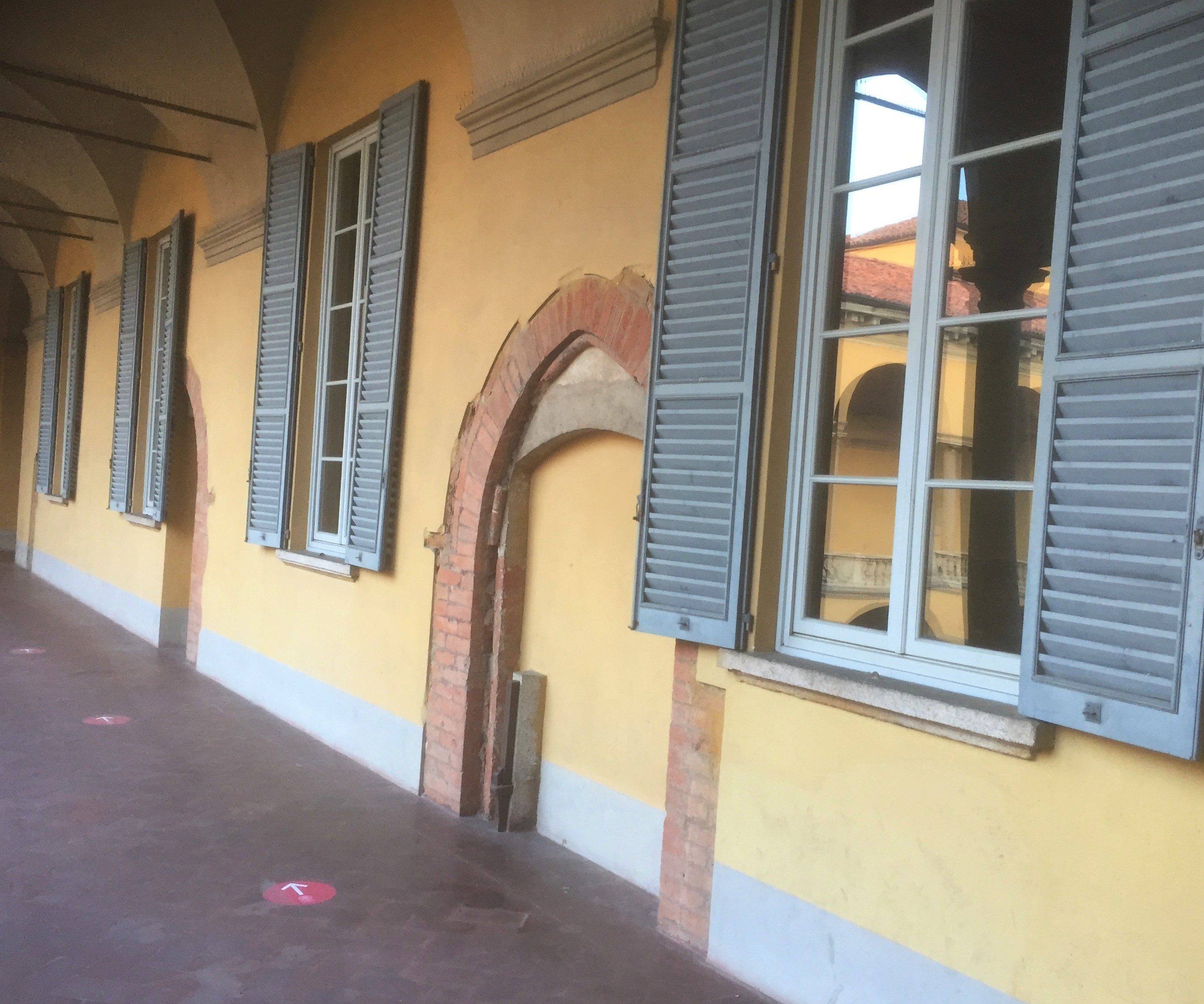
Die Doppelfenster des Palazzo di Azzone Visconti, 14.–15. Jahrhundert.
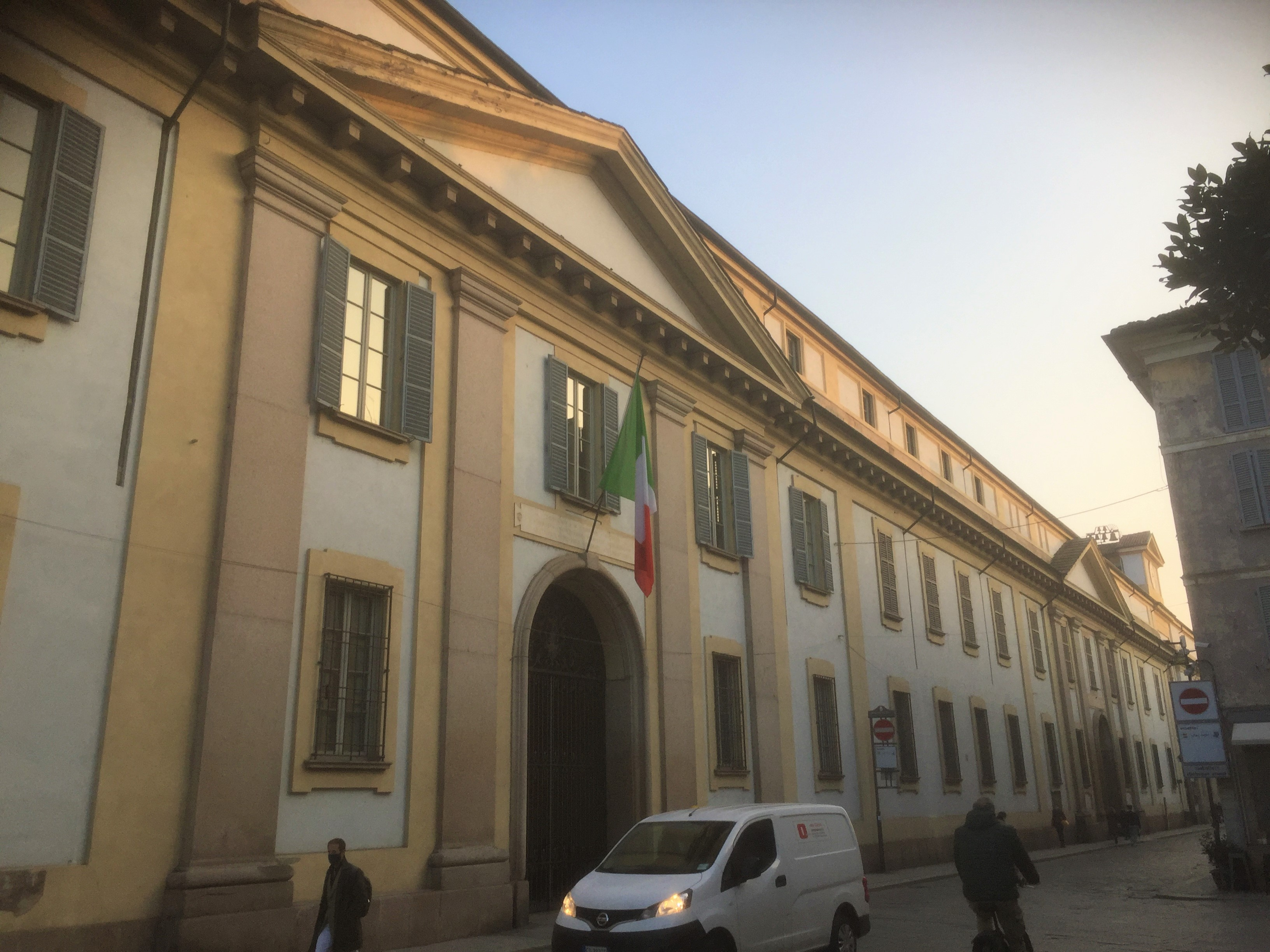
Die von Giuseppe Piermarini entworfene Fassade, 1771–1773.
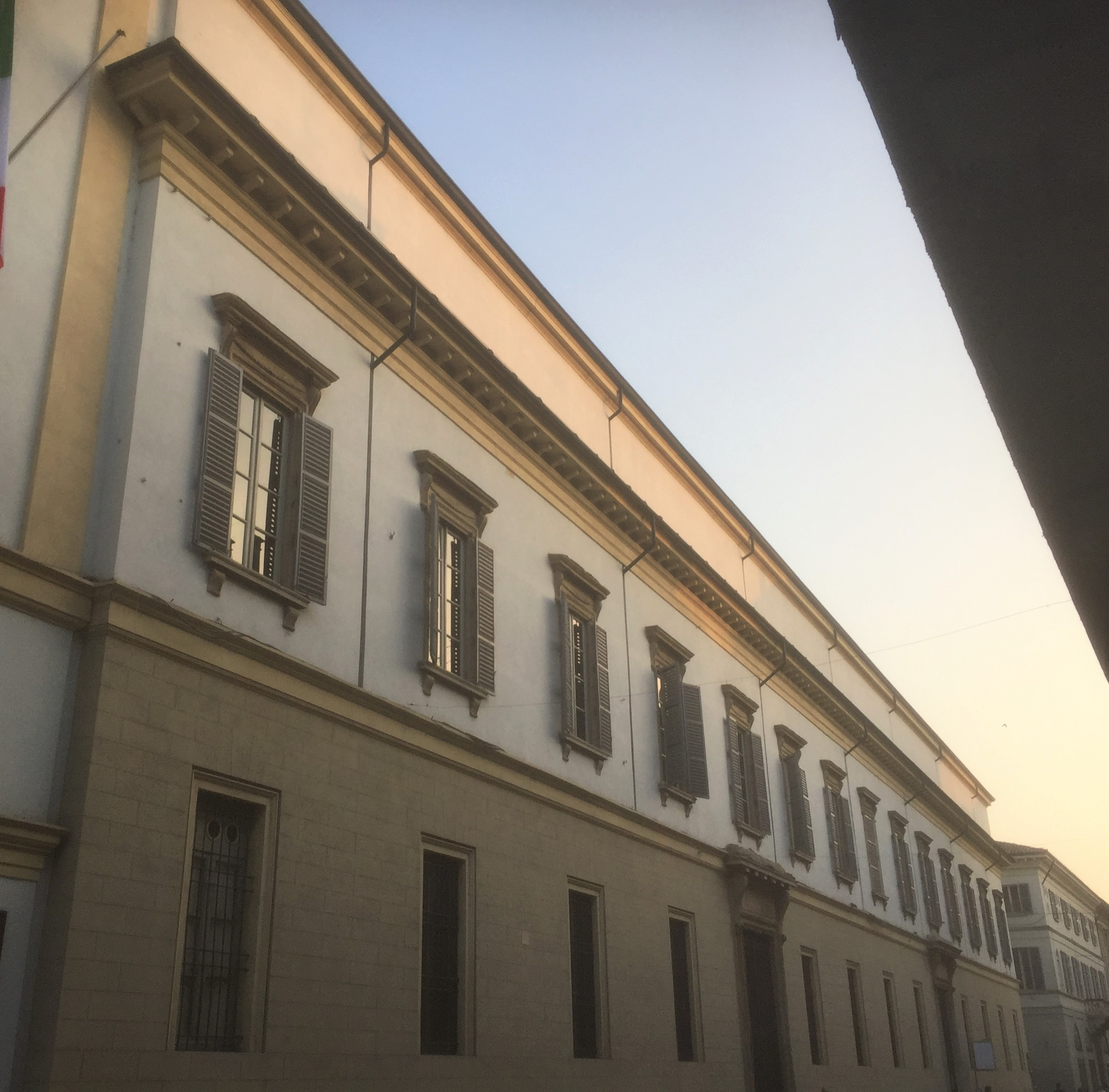
Die von Leopold Pollack entworfene Fassade, 1785.
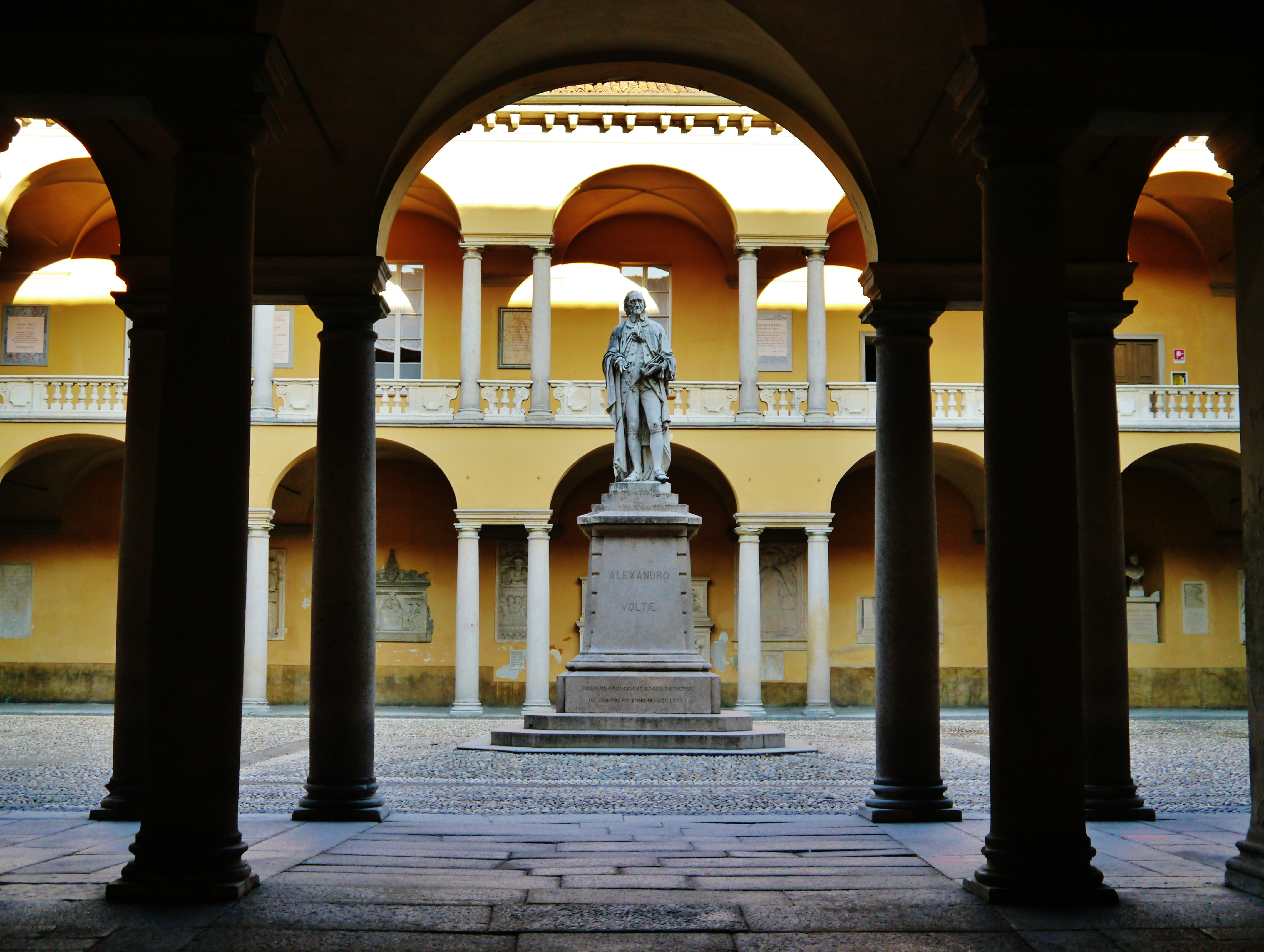
Cortile Volta mit der Statue Alessandro Voltas.
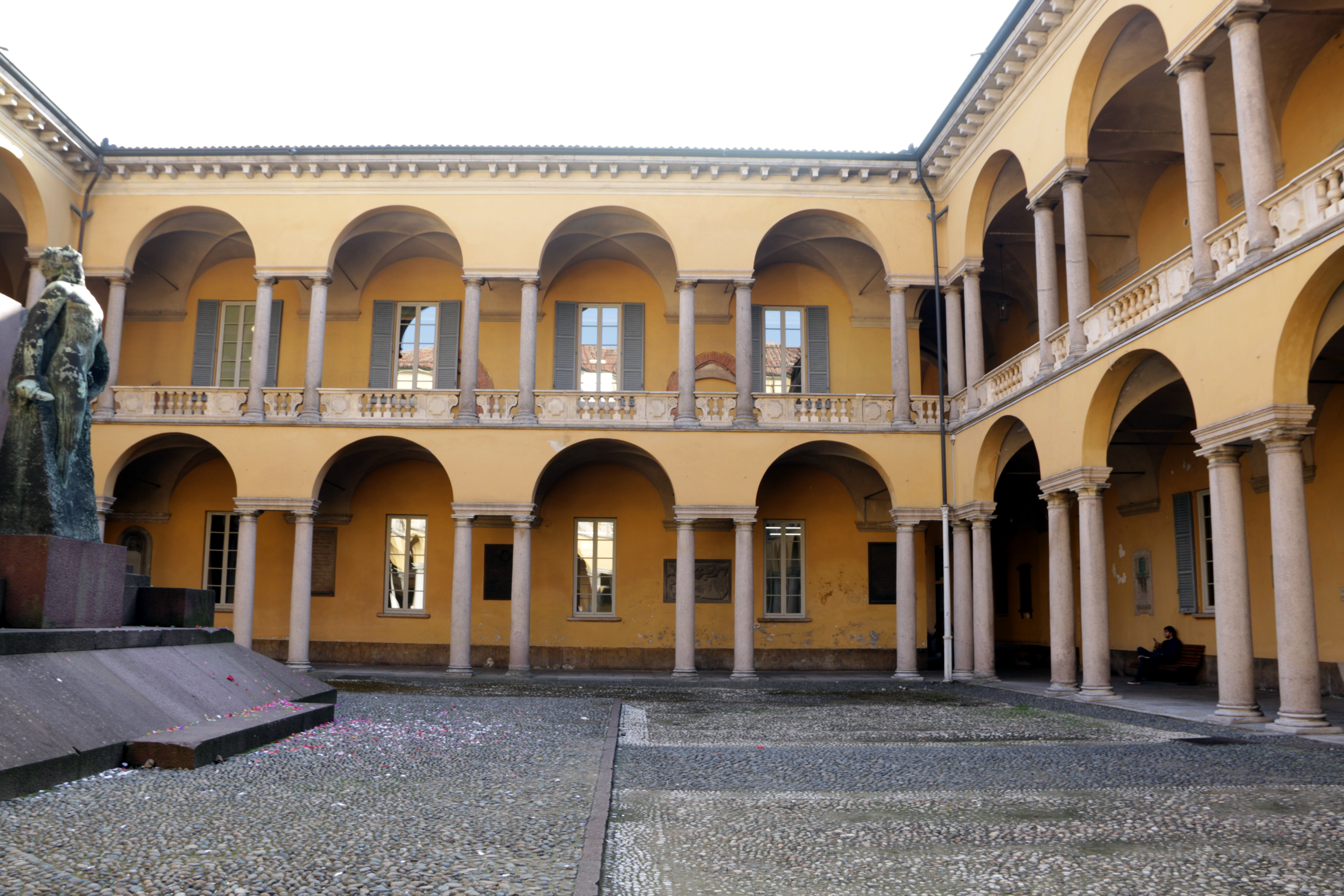
Cortile dei Caduti.

Zwischen 1819 und 1850 wurde der Gebäudekomplex erneut erweitert. Mit dem Erwerb und dem anschließenden Abriss des südlichen Teils des ehemaligen Klosters Leano sowie der dazugehörigen Kirche wurden nach einem Entwurf von Giuseppe Marchesi zwei weitere Arkadenhöfe errichtet. Unter den Arkaden wurden zahlreiche Inschriften und steinerne Funde aus der römischen Zeit in die Mauern eingelassen.
Zwischen 1822 und 1823 wurde nach einem weiteren Entwurf von Marchesi die große Treppe südlich des „Legale“-Hofes gebaut. Zwischen 1845 und 1850 entstand zudem die neue Aula Magna, die ursprünglich von Giuseppe Marchesi entworfen, jedoch unter der Leitung von Giovanni Battista Vergani realisiert wurde.
Im Jahr 1932 erfuhr der Gebäudekomplex eine weitere große Erweiterung: Das Krankenhaus San Matteo wurde in die neuen Kliniken an der Viale Golgi außerhalb der Altstadt von Pavia verlegt. Dadurch konnte die Universität das angrenzende ehemalige Krankenhaus übernehmen, das zwischen 1449 und 1451 errichtet worden war.

## Bauwerk
Die von Kaiserin Maria Theresia initiierte Universitätsreform betraf auch die Räumlichkeiten der Hochschule, die modernisiert und an die neuen didaktischen Anforderungen angepasst werden sollten. Die erste Maßnahme war die Neugestaltung der Fassade entlang der Strada Nuova, deren Entwurf 1770 auf Empfehlung des Kanzlers Wenzel Anton von Kaunitz-Rietberg Giuseppe Piermarini anvertraut wurde. Die Bauarbeiten wurden 1776 abgeschlossen. Die Fassade ist relativ schlicht gestaltet, mit Pilastern gegliedert, während die beiden Eingänge von Pilastern mit dorischen Kapitellen flankiert werden, die ein hohes Gesims tragen. Darüber befindet sich ein Giebel, der im ursprünglichen Entwurf mit Statuen und kaiserlichen Wappen geschmückt werden sollte, was jedoch nicht umgesetzt wurde.
Durch den Haupteingang gelangt man zu den beiden Innenhöfen, die einst „Legale“ und „Medico“ hießen und heute als „Alessandro Volta“ und „der Gefallenen“ bekannt sind. Sie wurden ursprünglich von Giovanni Ambrogio Pessina Ende des 17. Jahrhunderts mit doppelten Loggien gestaltet. Zwischen 1782 und 1783 wurden sie von Piermarini umgestaltet: Die Kassettendecken wurden durch Gewölbe ersetzt, die ursprünglich begrünten Innenhöfe wurden mit Kies gepflastert, und die Arkadengänge erhielten einen Bodenbelag aus Serizzo-Platten.
Um 1790 wurden auf Anweisung von Leopold Pollack zudem die Portiken mit Grabsteinen und Gedenkmonumenten von Professoren geschmückt, die aus aufgelösten Kirchen geborgen worden waren.
Zwischen 1771 und 1778 wurde nach einem Entwurf von Giuseppe Piermarini die Imperial Regia Biblioteca Ticinense errichtet, deren großer Saal gemeinhin „Teresiano“ (Teresianische Saal) genannt wird – zu Ehren der Kaiserin. Der Hauptsaal der Bibliothek wird an jeder Wand von einer umlaufenden Galerie mit geschwungener Balustrade durchzogen. Die vollständig mit originalen Bücherregalen aus dem 18. Jahrhundert ausgestattete Halle beherbergt etwa 45.000 Bände, die einst, wie auf den Bekrönungen der Regale vermerkt, nach den Wissensklassen geordnet waren, in die das Wissen Ende des 18. Jahrhunderts unterteilt wurde.
Im Saal befinden sich zwei bedeutende Objekte: eine Marmorbüste von Joseph Frank, der von 1785 bis 1796 an der Universität Medizin lehrte und der Bibliothek seine Bücher sowie einen erheblichen Fonds zur Anschaffung medizinischer Werke und Zeitschriften hinterließ, und ein großer Globus, den Vincenzo Rosa im Jahr 1793 anfertigte.
Zwischen 1820 und 1830 wurde der Teresianische Saal aufgrund der stetig wachsenden Anzahl an Büchern und Zeitschriften zu klein. Daher ließ die österreichische Regierung drei neue Räume links vom Eingangsatrium errichten. Diese sind schlichter als der große Teresianische Saal, zeichnen sich aber alle durch gewölbte Decken, monumentale Holzregale und Wandvertäfelungen (Boiserien) aus. Zudem werden sie, wie der Hauptsaal, über ihre gesamte Länge von hölzernen Galerien durchzogen.
Im Jahr 1775 entwarf Giuseppe Piermarini die Aula Magna, die heute als Aula Foscoliana bekannt ist. Der rechteckige Saal ist vollständig mit Fresken von Paolo Mescoli gestaltet: An den Wänden sind Karyatiden dargestellt, die die an der Universität gelehrten Disziplinen symbolisieren, während an der Decke ein großes Oval Minerva und Merkur darstellt. Die Aula wird zudem durch zwei große Ölgemälde bereichert, die Hubert Maurer 1779 anfertigte. Diese Porträts von Maria Theresia und Joseph II. wurden von Wien aus geschickt und waren von Anfang an als integraler Bestandteil der Raumdekoration konzipiert.
Zwischen 1785 und 1787 gestaltete Leopold Pollack den Theologischen Hof, Hof der Statuen genannt. Er passte ihn den beiden vorherigen Höfen an, indem er ebenfalls eine doppelte Loggia auf paarweise angeordneten ionischen Säulen schuf. Im Jahr 1788 entwarf Pollack außerdem eine Fassade zur Strada Nuova, die sich stilistisch von der zuvor von Giuseppe Piermarini realisierten unterscheidet. Besonders auffällig ist das rustizierte Mauerwerk im Erdgeschoss, das der Fassade einen markanten, monumentalen Charakter verleiht.
Die Universität verfügte bereits seit dem 16. Jahrhundert über ein anatomisches Theater. Doch mit der Ankunft von Antonio Scarpa im Jahr 1783, der die anatomische Schule von Pavia zu einer der besten Europas machen wollte, wurde der Bau eines neuen, moderneren Theaters notwendig, das den neuen Anforderungen von Forschung und Lehre besser entsprach. Das Projekt wurde zunächst Giuseppe Piermarini anvertraut, doch sein Entwurf fand weder die Zustimmung von Kaiser Joseph II., der das Vorhaben finanzierte, noch der Universitätsprofessoren. Daher wurde Leopold Pollack beauftragt, in Zusammenarbeit mit Antonio Scarpa, einen neuen Plan zu erstellen. Nach Vorgaben des Kanzlers Wenzel Anton von Kaunitz-Rietberg sollte das neue anatomische Theater dem kürzlich an der Militärchirurgischen Schule in Wien (Josephinum) errichteten ähneln, die unter der Leitung des aus Pavia stammenden Giovanni Alessandro Brambilla stand. Die Bauarbeiten begannen 1785, und der Saal – heute genannt Aula Scarpa – wurde 1786 fertiggestellt. Beim Entwurf des Saals ließ sich Leopold Pollack von der Form antiker Theater inspirieren, insbesondere vom Teatro Olimpico des Andrea Palladio. Der Grundriss ist halbkreisförmig, mit fünf großen Rundbogenfenstern an der geraden Seite. Zwischen den Fenstern befinden sich Fresken, die Urnen mit geflügelten Trauergenien darstellen.
Entlang der gebogenen Wand reihen sich Nischen mit Marmorbüsten bedeutender Professoren der Universität, darunter Antonio Scarpa, Bartolomeo Panizza, Luigi Sala, Antonio Pensa, Giovanni Alessandro Brambilla, Johann Peter Frank und Luigi Porta. Die Cavea, die mit Balustraden verziert ist, besteht vollständig aus Holz. Ursprünglich besaß der Saal eine Kassettendecke, die jedoch nach 1819 durch eine elegante Schirmgewölbedecke mit Laterne ersetzt wurde – ein Entwurf von Giuseppe Marchesi. Die Fresken, die von Schülern des Malers Andrea Appiani geschaffen wurden, zeigen geflügelte Figuren mit chirurgischen Instrumenten, abwechselnd mit grotesken Verzierungen. Das zentrale Thema des Saals ist der Tod, ein typisches Motiv des Neoklassizismus, das sich auch in der Dekoration widerspiegelt: Über der Eingangstür befindet sich eine Inschrift mit funerären Vasen. Die strenge Außenfassade besteht aus Rustikamauerwerk mit einem Giebel, in dessen Mitte sich ein Okulus mit einer Aschenurne befindet.
Nur wenige Jahre später, 1787, entwarf Leopold Pollack auch den Physiksaal (heutige Aula Volta), in dem damals Alessandro Volta in Pavia lehrte. Der Saal erinnert in seiner Form an das anatomische Theater (Aula Scarpa), doch seine Konstruktion war wesentlich anspruchsvoller. Die besondere Herausforderung bestand darin, dass die Säulen nicht auf den Außenmauern, sondern auf dem Gewölbe des darunterliegenden Raums ruhen, was statische Probleme mit sich brachte.

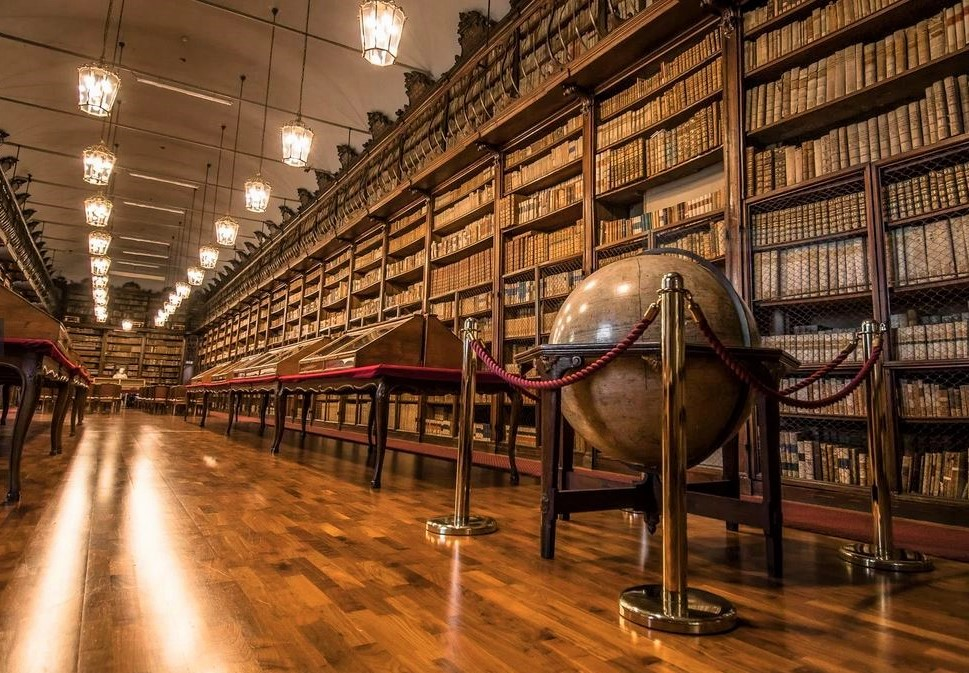
Giuseppe Piermarini, Bibliothekssaal, 1771–1778.
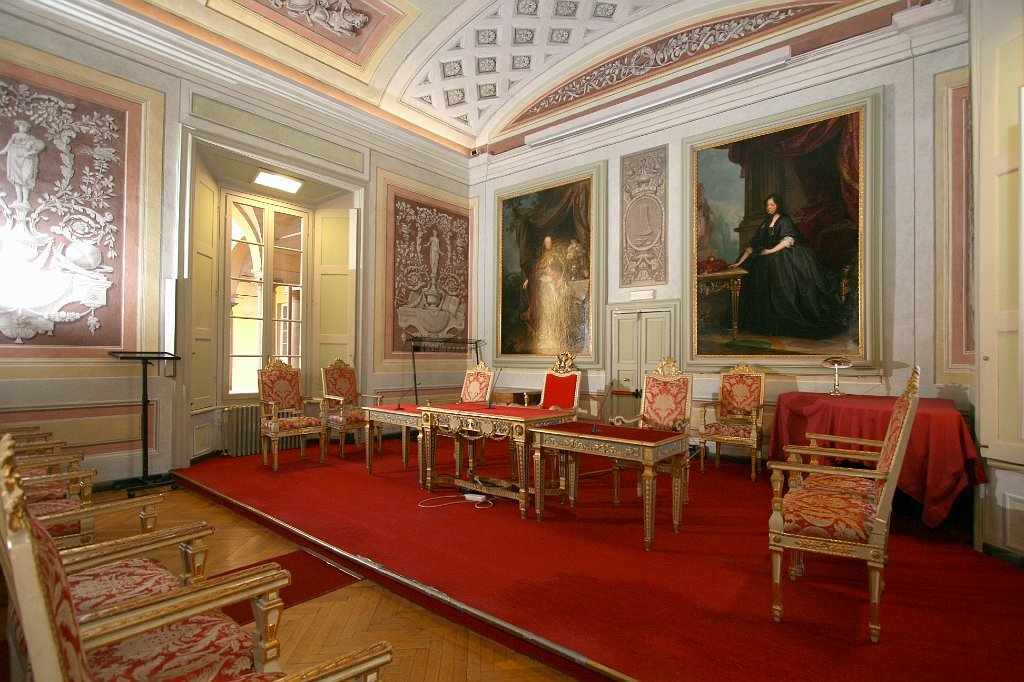
Giuseppe Piermarini, Aula Foscoliana, 1775.
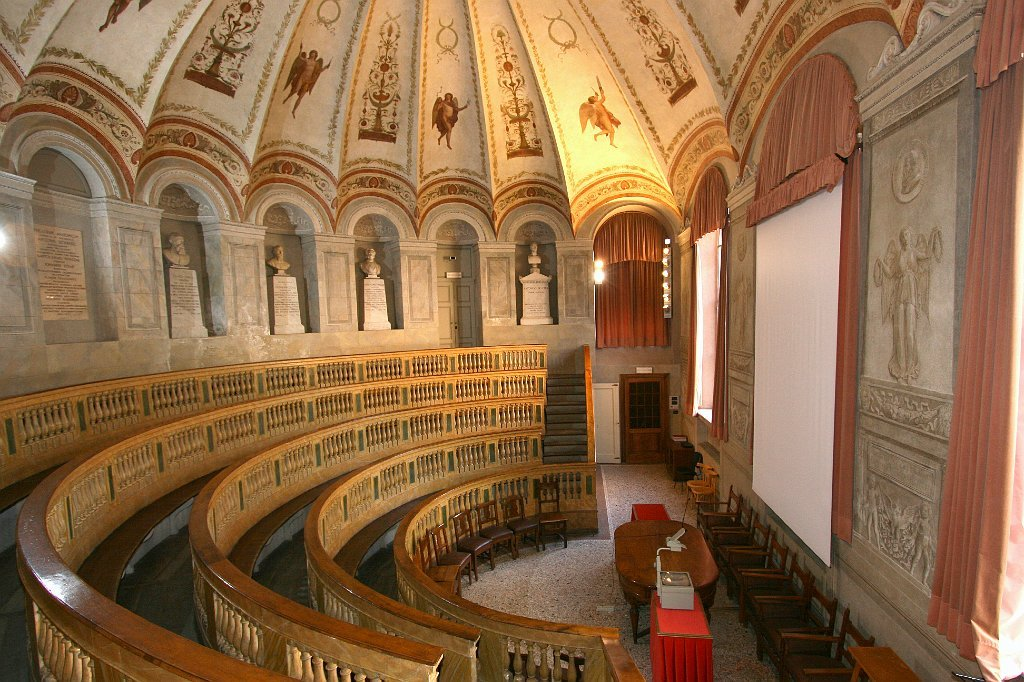
Leopold Pollack, Aula Scarpa, 1785–1786.
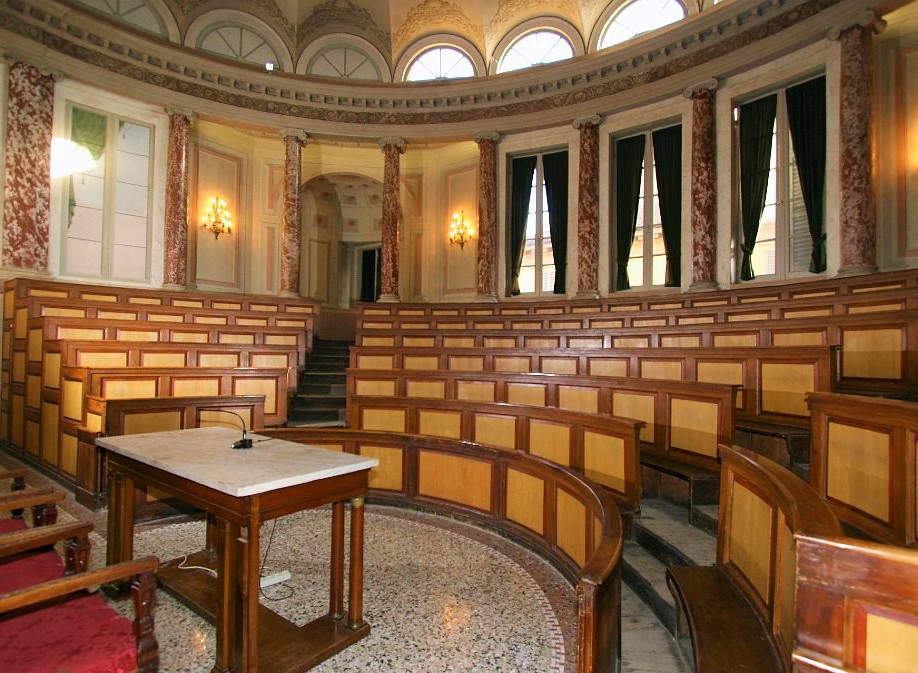
Leopold Pollack, Aula Volta, 1787.
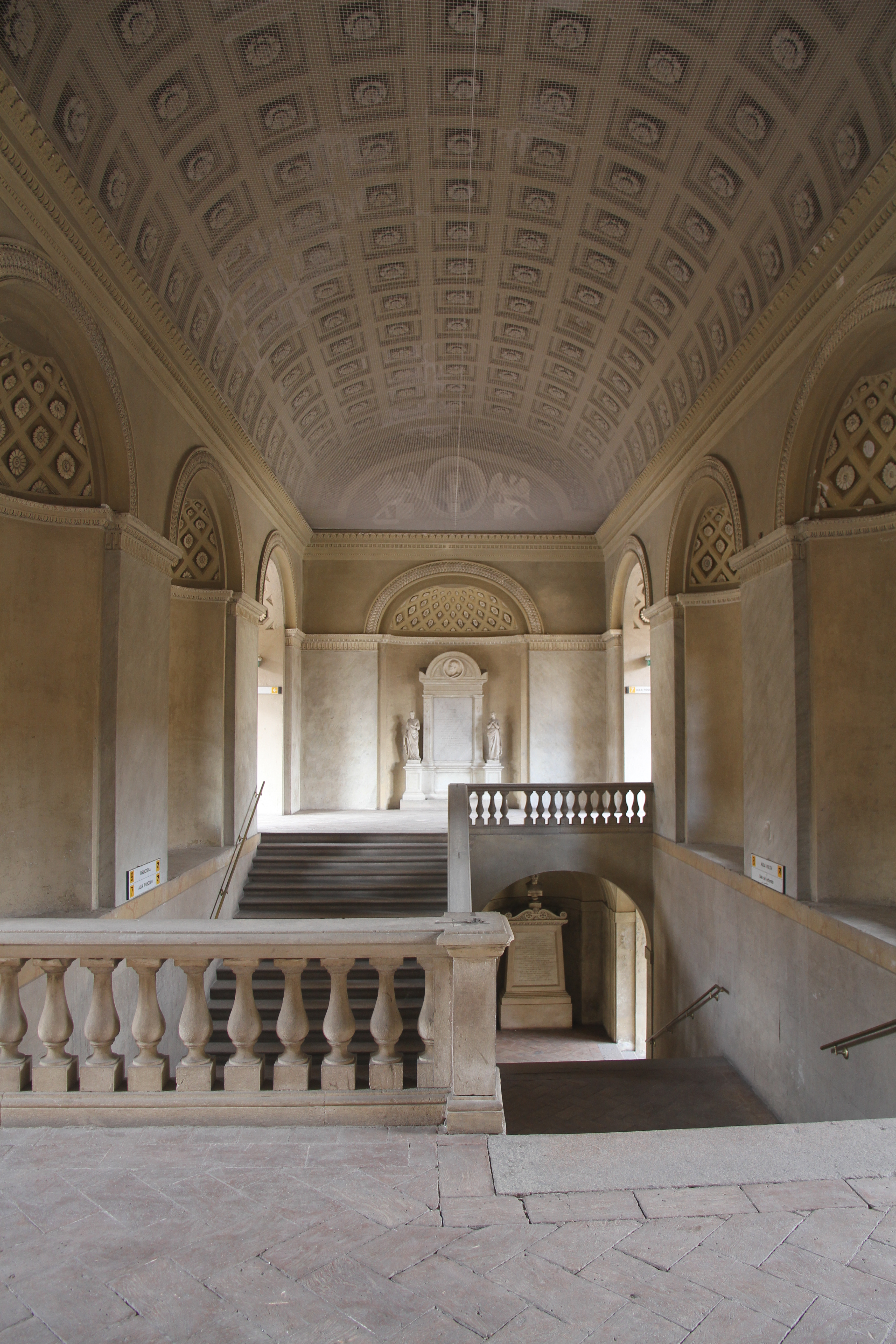
Giuseppe Marchesi, Die Treppe, 1819–1821.
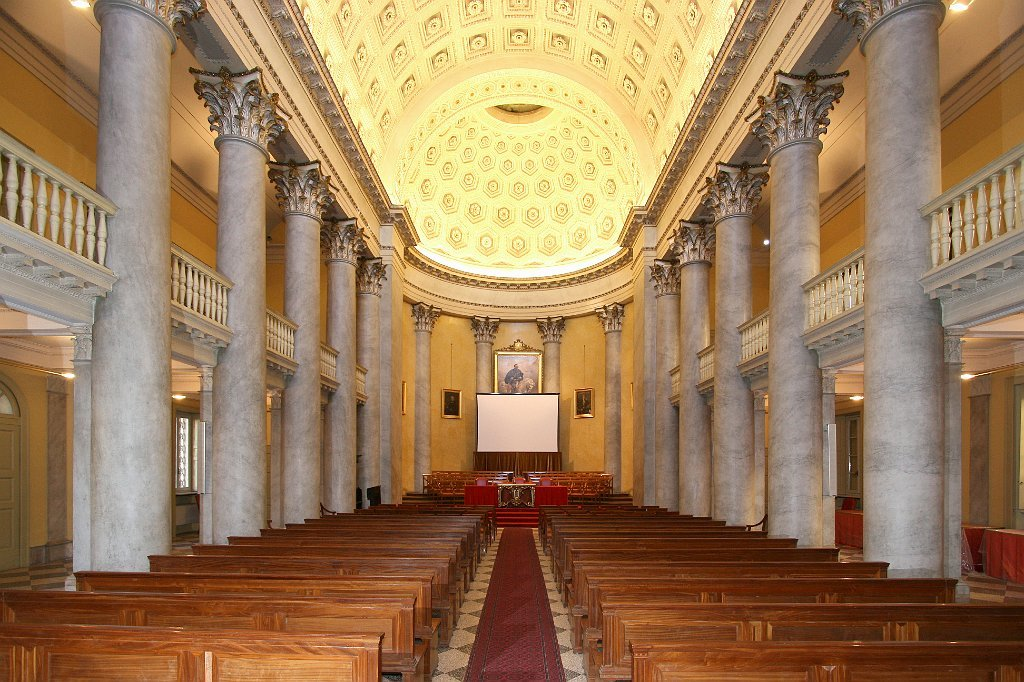
Giuseppe Marchesi, Giovanni Battista Vergani, Aula Magna, 1845–1850.

Nach der napoleonischen Ära wurden ab 1815 neue Bauprojekte durchgeführt, fast alle wurden nach einem Entwurf von Giuseppe Marchesi realisiert, wie der Saal für den Empfang hochrangiger Persönlichkeiten, die die Universität besuchten, der 1819 im Hof Volta errichtet wurde, die Höfe des Rektorats zwischen 1819 und 1821, die große monumentale Treppe am Haupteingang, bereichert mit Statuen und Stuckarbeiten, der Turm mit Uhr und Glocken (1824) und das Mathematiktheater (Hörsaal VII) zwischen 1834 und 1835.
Im Jahr 1837 wurde der Bau einer neuen, größeren Aula Magna notwendig, auch aufgrund der stetig steigenden Zahl der eingeschriebenen Studenten. Der Entwurf wurde Giuseppe Marchesi anvertraut, doch die Bauarbeiten, unter der Leitung von Giovanni Battista Vergani, begannen erst 1845 und wurden 1850 abgeschlossen.
Das Gebäude greift zwei grundlegende Typologien der klassischen Welt auf: Den Tempel, der die Sakralität des Ortes symbolisiert, erkennbar an der Fassade mit acht großen korinthischen Granitsäulen, über denen sich ein Giebel mit einem Relief befindet – ein Werk von Antonio Galli, das Alessandro Volta in der Rolle des Rektors darstellt, und die Basilika, die im Innenraum den bürgerlichen Charakter des Gebäudes betont.

## Die Gedenktafeln im Cortile Volta und im Cortile dei Caduti
Ab 1790 wurden auf Vorschlag von Leopold Pollack die Arkaden des Cortile Volta und später des Cortile dei Caduti mit Inschriften, Grabtafeln und Grabmonumenten der ältesten Dozenten der Universität geschmückt. Dabei wurden Werke zusammengetragen, die sowohl aus damals gerade entweihten und später teilweise abgerissenen Kirchen als auch aus noch heute genutzten kirchlichen Gebäuden stammten.
So entstand eine Sammlung von Kunstwerken, die von der Grabplatte des Baldus de Ubaldis – um 1402 aus Candoglia-Marmor im gotischen Stil gefertigt – bis hin zu Renaissance-, Barock- und klassizistischen Inschriften und Denkmälern reicht.
Unter den verschiedenen Beispielen der Grabplastik ist besonders das große, über sechs Meter hohe Grabdenkmal des Juristen Andrea Alciato erwähnenswert. Es wurde nach einem Entwurf von Cristoforo Lombardo aus Candoglia-Marmor von Giovan Angelo Marini und Giulio da Oggiono um 1551 gefertigt und stammt aus der Kirche Sant’Epifanio.

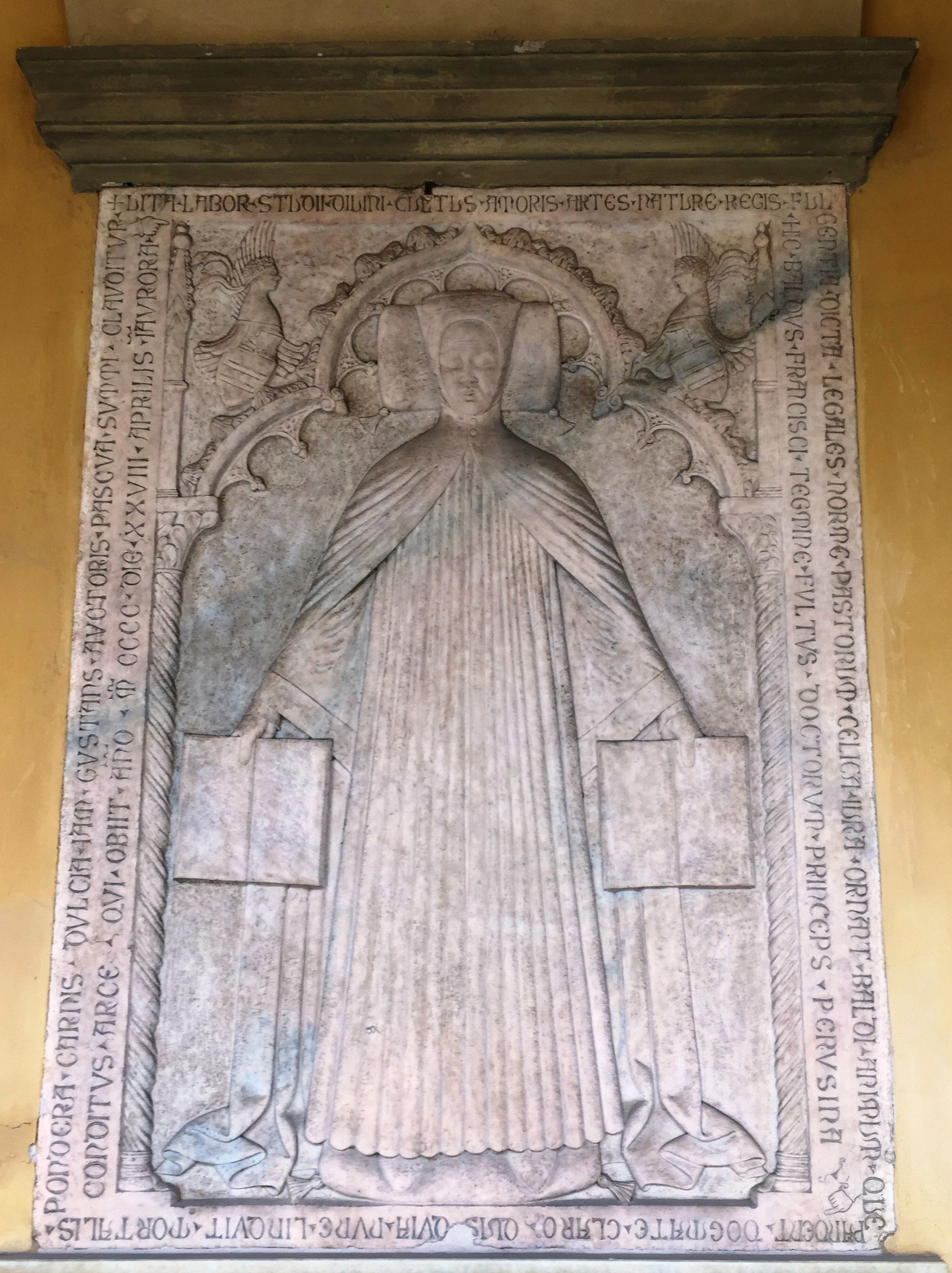
Gisant von Baldus de Ubaldis, 1402.
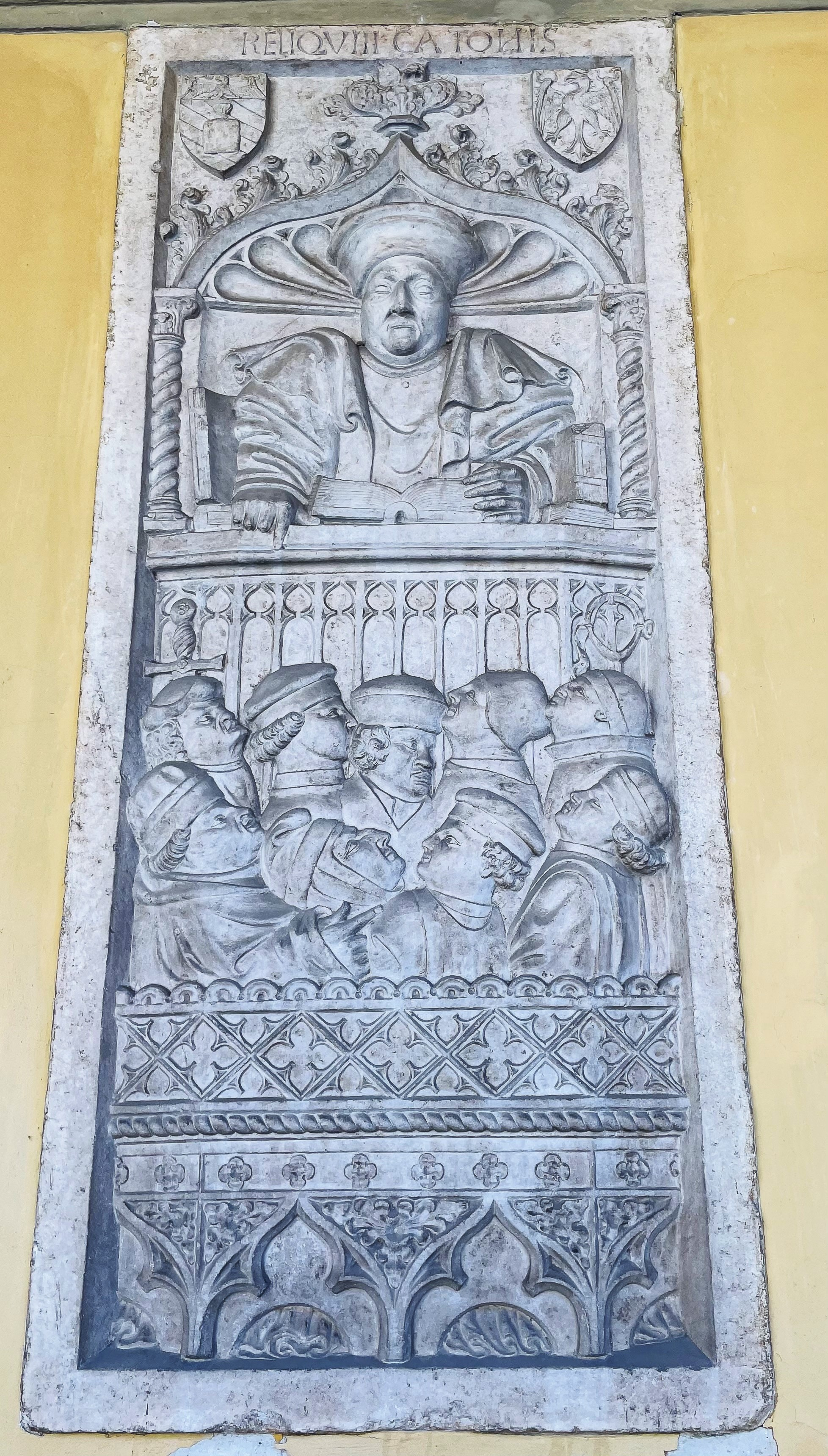
Gisant von Catone Sacco, 1463.
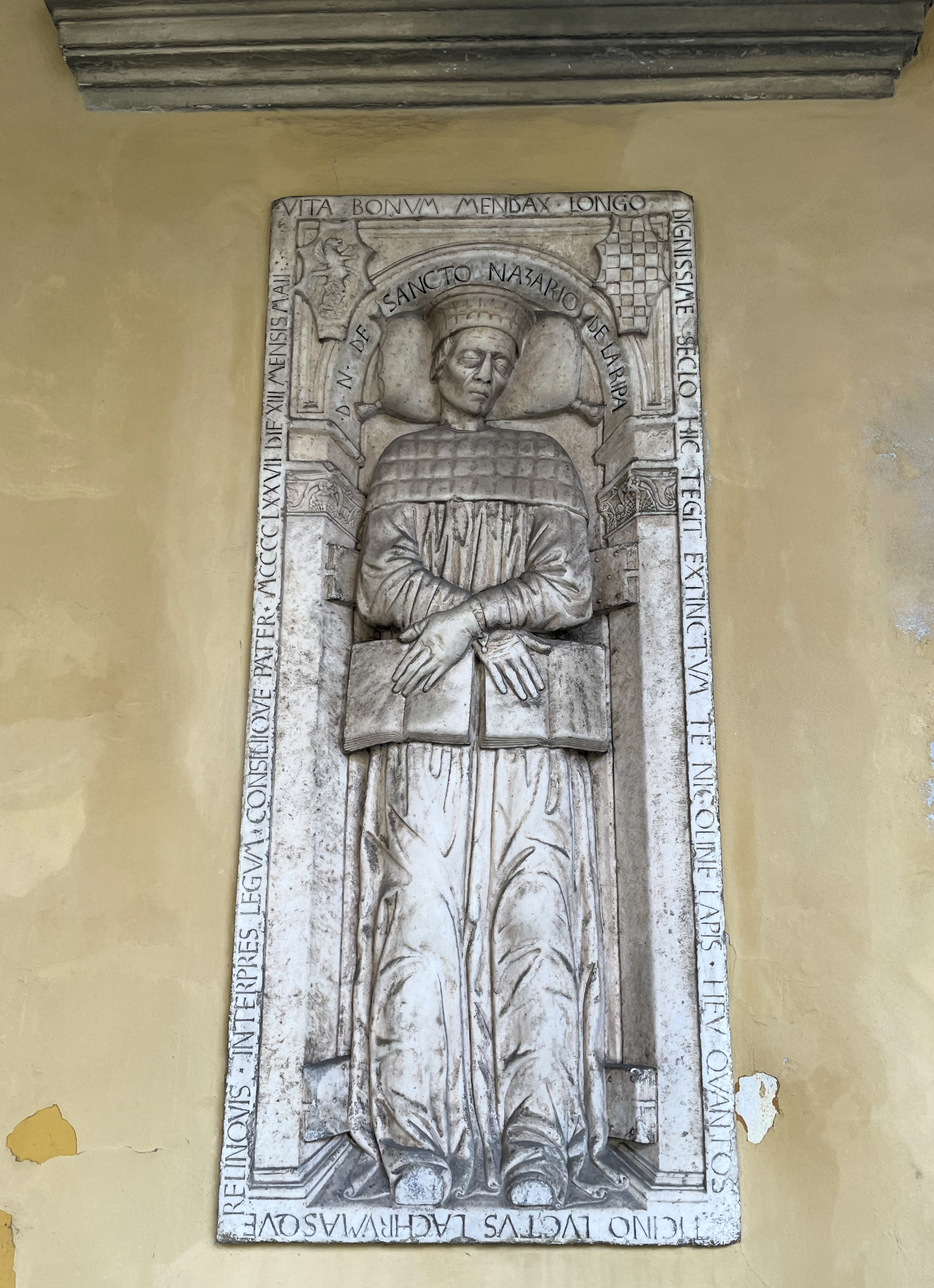
Gisant von Nicolino Sannazzaro, 1473.
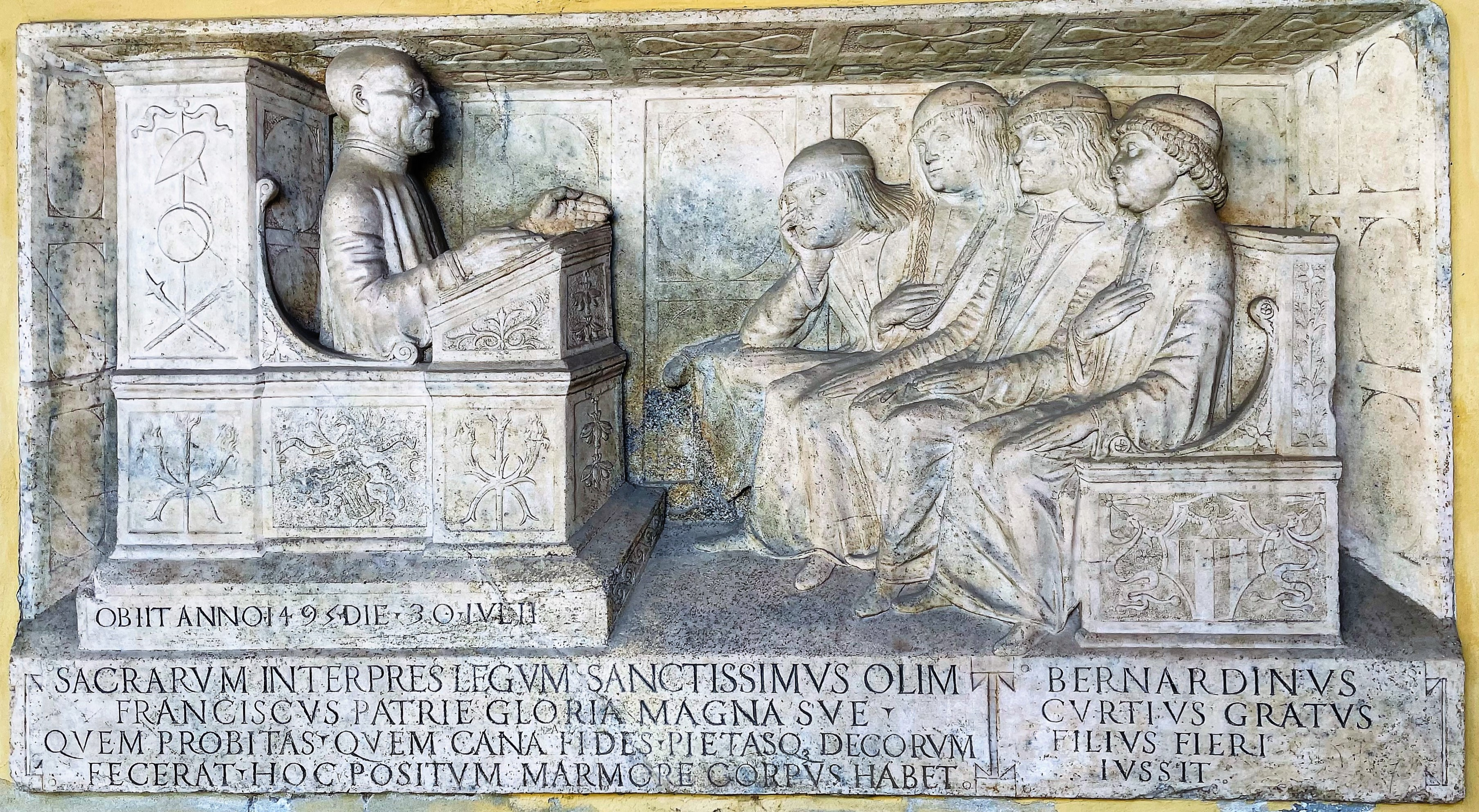
Epigraph von Francesco Corti, 1491.
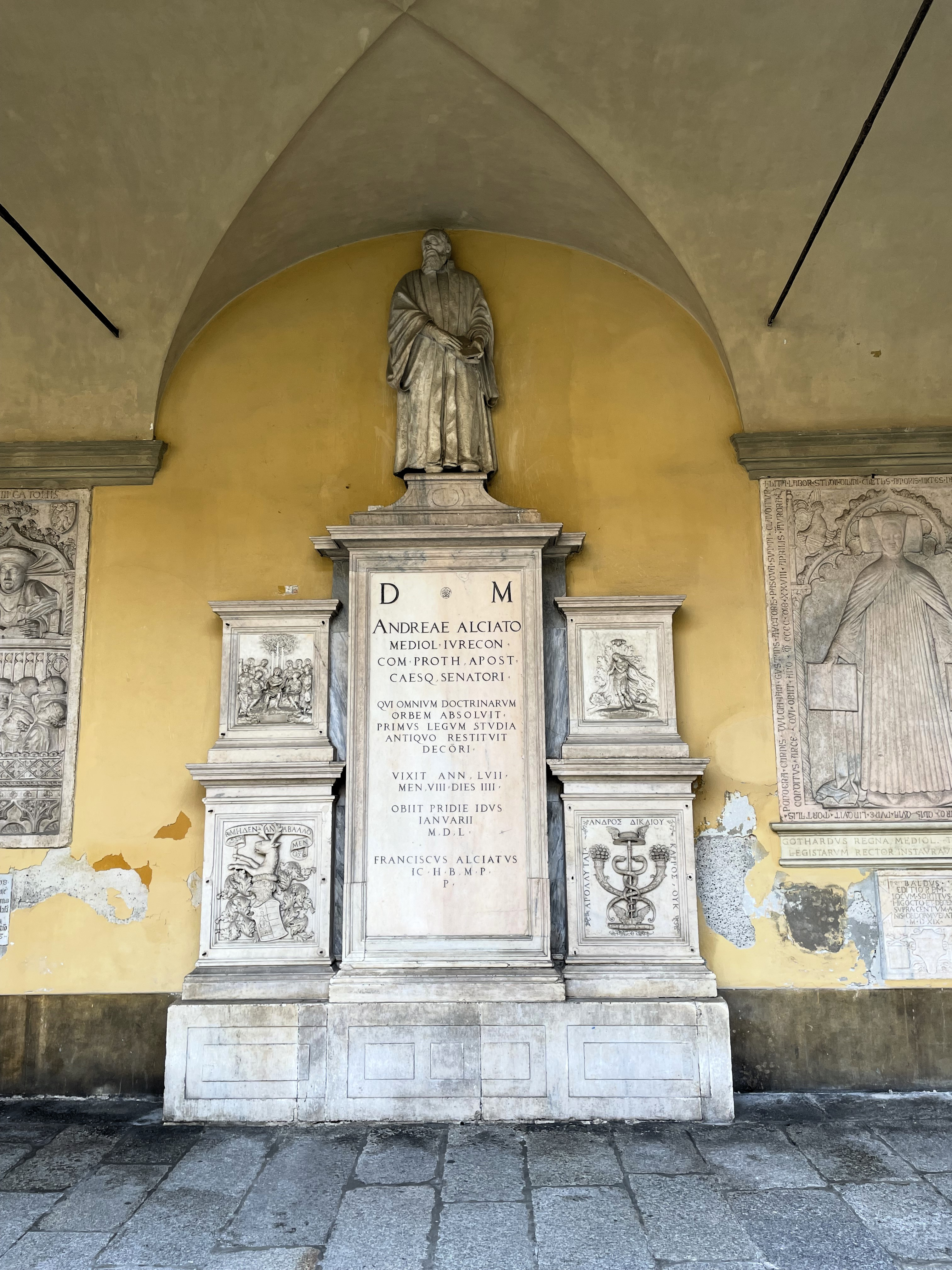
Cristoforo Lombardo (Entwurf), Giovan Angelo Marini und Giulio da Oggiono, Denkmal von Andrea Alciato, 1551.
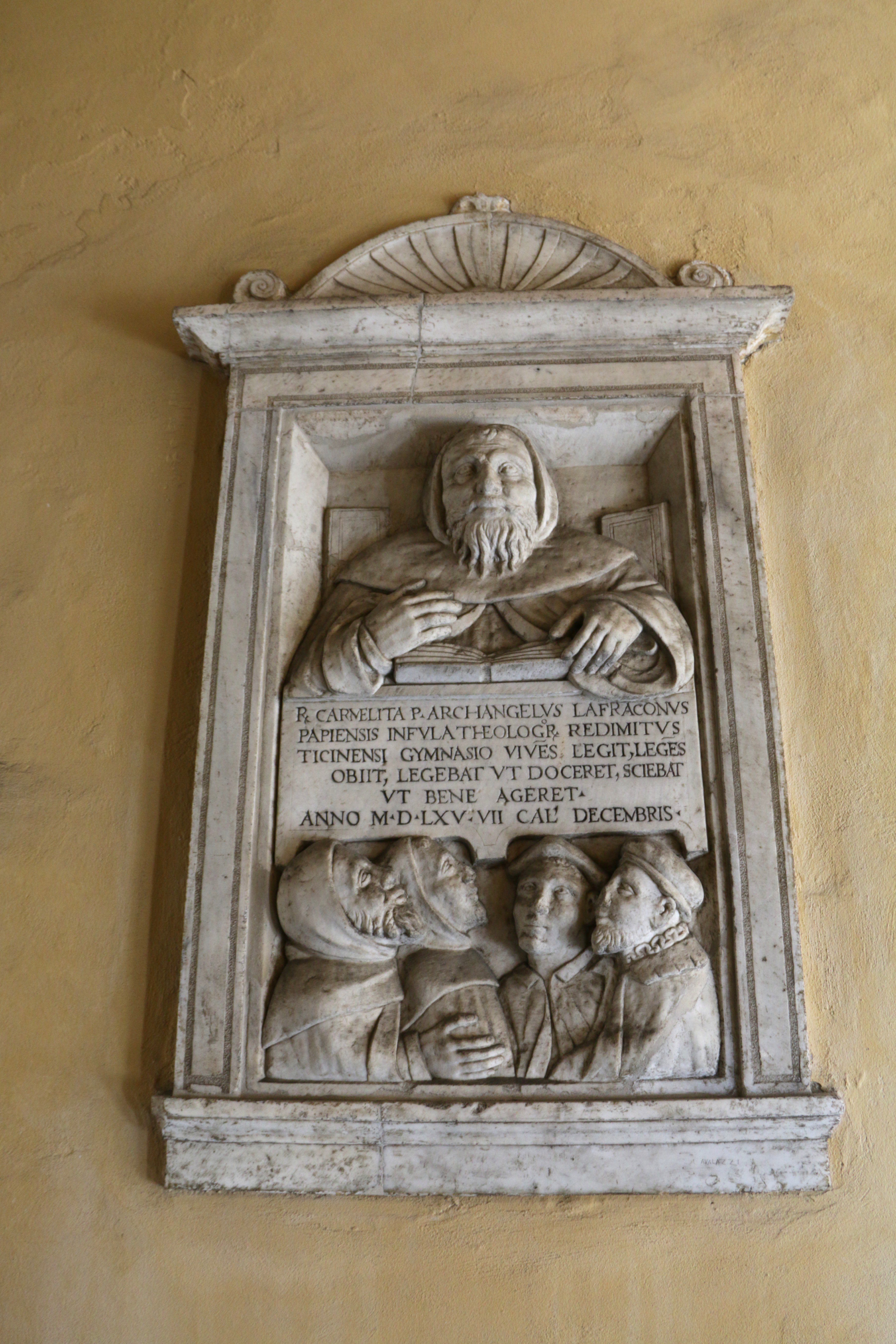
Epigraph von Arcangelo Lanfranconi, 1565.

## Krankenhaus San Matteo
Im Jahr 1448 gründeten zwölf Bürger von Pavia, sowohl aus der Aristokratie als auch aus den bürgerlichen und kaufmännischen Klassen, eine Bruderschaft mit dem Ziel, eine moderne wohltätige und fürsorgliche Institution zu schaffen. Diese sollte nicht nur die Verteilung von Lebensmitteln und Grundbedarfsgütern an die Armen sicherstellen, sondern auch die Pflege und Aufnahme von Kranken übernehmen – eine Aufgabe, die später zum Hauptzweck der Einrichtung wurde. Personen mit ansteckenden Krankheiten waren davon ausgenommen, da es in der Stadt dafür andere Einrichtungen gab.
Den Anstoß zur Gründung des neuen Krankenhauses gab die Predigt des Dominikanermönchs Domenico da Catalogna, der um 1450 von Bologna nach Pavia zog und sich in der neuen Umgebung bald die Anerkennung der führenden städtischen Schichten erwarb. Ihm sind auch die Statuten des Krankenhauses zu verdanken, die 1451 verfasst wurden.
Im Jahr 1449 wurde die neue Einrichtung sowohl von Francesco I. Sforza als auch vom Bischof von Pavia und Papst Nikolaus V. anerkannt und mit Privilegien ausgestattet. Auf dem Gelände des alten Priorats von San Matteo legte Bischof Giacomo Borromeo den Grundstein des Gebäudes. Das Krankenhaus wurde daher dem Heiligen Matthäus gewidmet – zur Erinnerung an die für den Bau abgerissene Kirche – sowie der Pietà, die bald als Symbol der Einrichtung diente.
Der Bau des weitläufigen Krankenhauskomplexes, der – wie viele andere Renaissance-Krankenhäuser – in Form eines Kreuzes angelegt war, wurde erst zwischen dem späten 16. und den ersten Jahren des 17. Jahrhunderts abgeschlossen. Im 18. Jahrhundert und erneut im 19. Jahrhundert wurde das Krankenhaus erheblich umgebaut, um das Gebäude an die neuen Anforderungen der Gesundheitsversorgung anzupassen. Doch schon bald erkannten die Behörden, dass das alte Gebäude seiner ursprünglichen Bestimmung nicht mehr gerecht wurde.
In den ersten Jahren des 20. Jahrhunderts setzten sich zahlreiche lokale Persönlichkeiten, darunter der Nobelpreisträger Camillo Golgi, für die Errichtung eines neuen, modernen Krankenhauses mit einer Pavillonstruktur ein. Dieses wurde 1932 fertiggestellt, im selben Jahr, in dem der alte Krankenhauskomplex der Universität übergeben wurde.
Der Entwurf des Krankenhauskomplexes wurde vom Baumeister Antonio Varassio „de Burgo“ erstellt, der nach Florenz entsandt wurde, um das Krankenhaus Santa Maria Nuova zu besichtigen, sowie nach Brescia, wo kürzlich eine große neue Klinik entstanden war, um geeignete Modelle für das neue Krankenhaus in Pavia zu identifizieren.
Der Grundriss, ein in ein Quadrat eingeschriebenes Kreuz mit vier Innenhöfen, ähnelt stark demjenigen, den Filarete in denselben Jahren für das Ospedale Maggiore in Mailand verwendete. Dies zeigt eine deutliche Offenheit gegenüber den neuen architektonischen Prinzipien der Renaissance, die sich zu jener Zeit von Florenz aus in die Lombardei ausbreiteten.
Das Kreuz besteht aus zwei großen sich kreuzenden Korridoren, in denen die Patienten untergebracht waren, und bildet vier von Arkadengängen umgebene Innenhöfe. Entlang des äußeren Perimeters befanden sich Gebäude mit Versorgungsräumen. Alle Innenhöfe sind mit Portiken versehen, insbesondere der südwestliche, der sogenannte „Sforzesco-Hof“. Dieser verdankt seinen Namen den Terrakotta-Dekorationen mit Darstellungen der Quitte – dem Wappenemblem von Francesco I. Sforza –, die 1484 von dem Cremoneser Künstler Rinaldo De Stauris geschaffen wurden. Der Hof besitzt zudem eine kleine Loggia.
Ein weiteres originales Element ist die hölzerne Balkendecke, die im 15. Jahrhundert mit Engelsfiguren bemalt wurde. Sie befindet sich im südlichen Flügel, wo die Kunstgeschichtsbibliothek untergebracht war, die auf den malerischen „Cortile delle Magnolie“ blickt.
Im 18. Jahrhundert wurde der Krankenhauskomplex umfassend umgestaltet, um ihn an die neuen hygienisch-sanitären Theorien anzupassen. Zwischen 1770 und 1771 wurde die Männerkrankenstation erneuert, und zwischen 1772 und 1779 wurde nach einem Entwurf von Francesco Sartirana eine Kuppel an der Kreuzung der Gebäudeflügel errichtet, um die Räumlichkeiten mit mehr Licht und Luft zu versorgen.
Die Krankenhausverwaltung und die städtischen Behörden erkannten jedoch bald, dass die größte Einschränkung der Anlage ihre zentrale Lage war. Sie war von Wohngebäuden umgeben, die eine Erweiterung verhinderten. 1783 schlug Samuel August Tissot, damals Professor für Medizin an der Universität Pavia, vor, das gesamte Krankenhaus in das Castello Visconteo zu verlegen.
Die Situation änderte sich jedoch 1786 grundlegend, als der neue Krankenhausverwalter, Markgraf Luigi Malaspina, ein gesamtes Häuserquartier östlich des Komplexes abreißen ließ, um neue Krankenhausflügel zu errichten. Das Projekt wurde Leopold Pollack anvertraut, der dabei die Beratung von Johann Peter Frank in Anspruch nahm – damals Professor an der Universität und seit 1786 Direktor des Krankenhauses.
Zwischen 1788 und 1791 wurden die neuen Pavillons gebaut, alle mit großen, luftigen Fenstern, die einen geräumigen Hof umgaben – den heutigen Cortile Teresiano. Dieser wurde so gestaltet, dass Patienten dort spazieren gehen konnten und ein kleiner botanischer Garten angelegt werden konnte. Die nördlichen Pavillons entlang der heutigen Corso Carlo Alberto wurden 1796 begonnen, doch aufgrund der Napoleonischen Kriege wurde der Bau unterbrochen. Die Arbeiten wurden erst 1815 wieder aufgenommen und 1825 abgeschlossen.
Schließlich wurden 1845 die letzten östlichen Flügel errichtet, die heute das Collegio Plinio Fraccaro beherbergen. Diese Erweiterungen führten dazu, dass das Krankenhaus zwischen 1788 und 1845 stetig wuchs und eine beträchtliche Fläche der Stadt einnahm, wodurch sich seine ursprüngliche Größe verdoppelte.

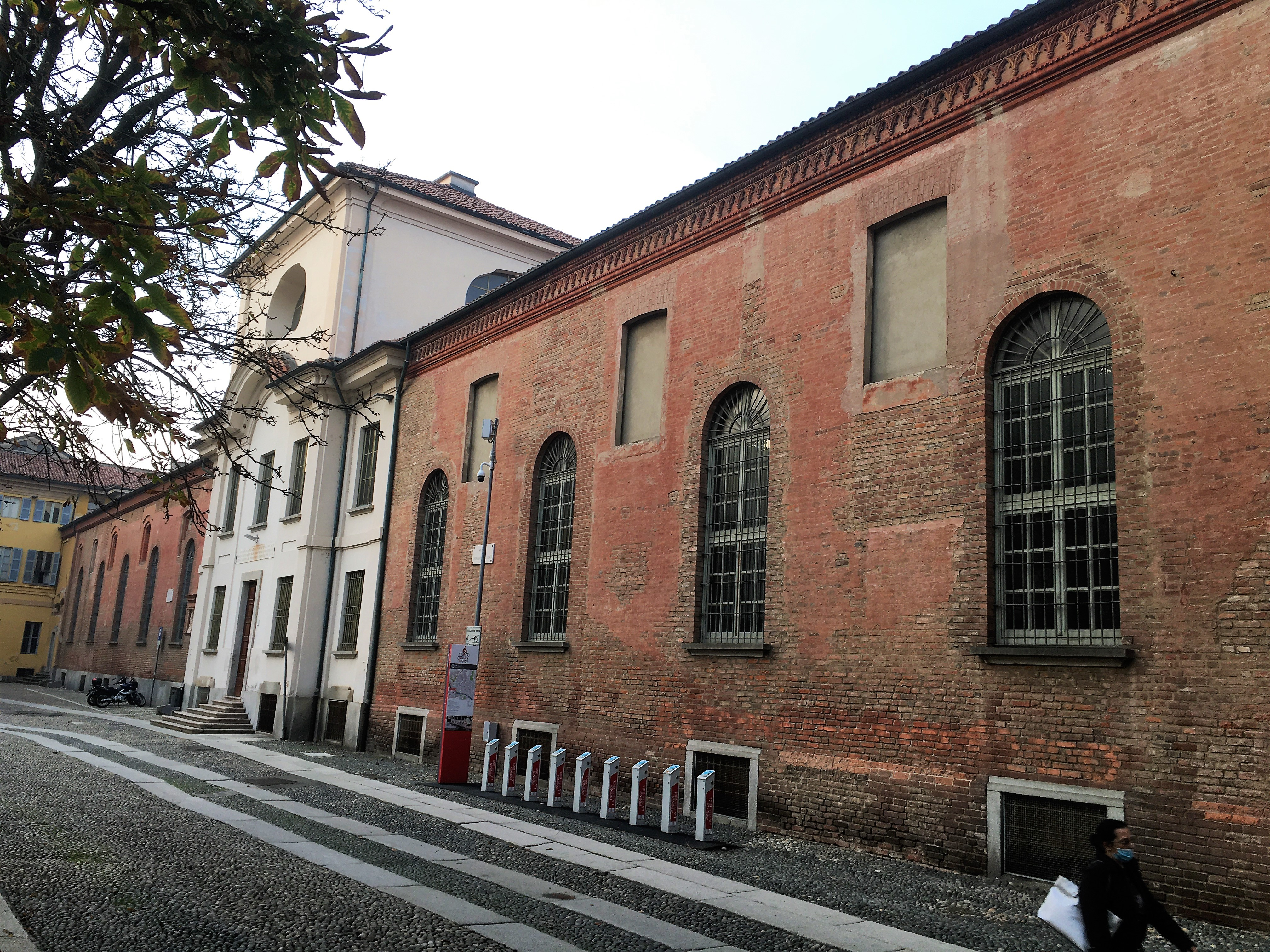
Südlicher Eingang des Krankenhauses.
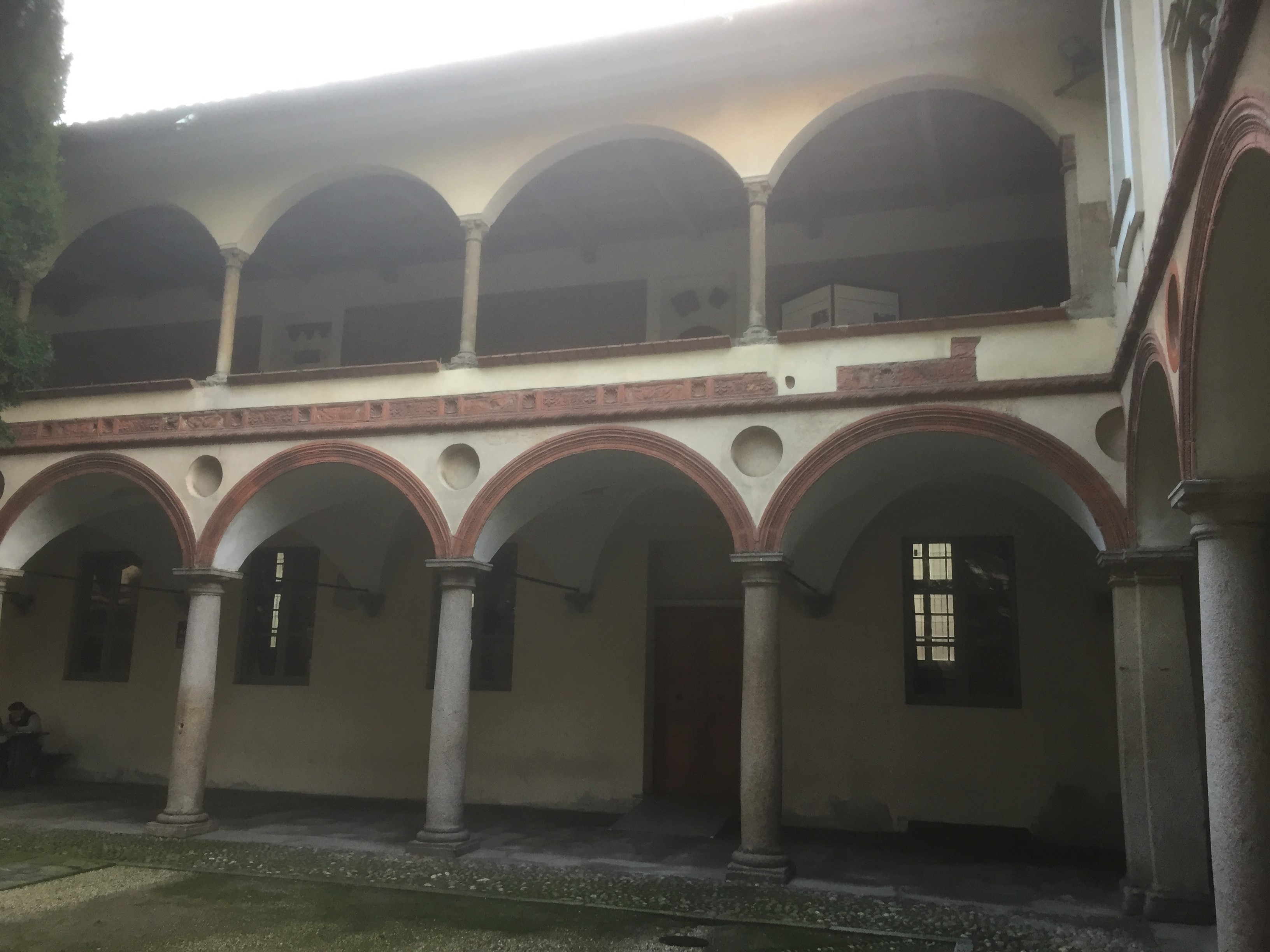
Der Hof Sforzesco.
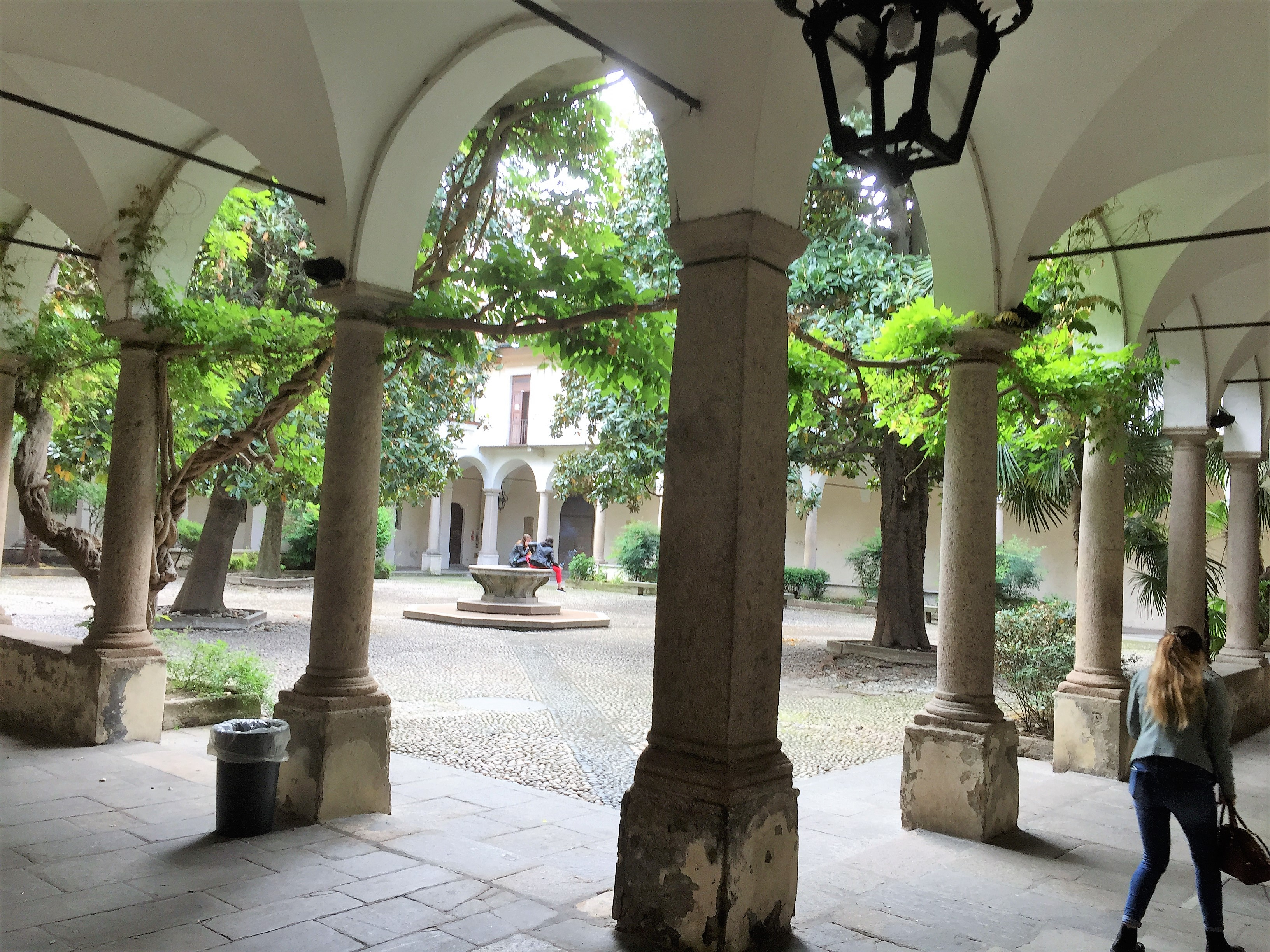
Der Hof der Magnolien.
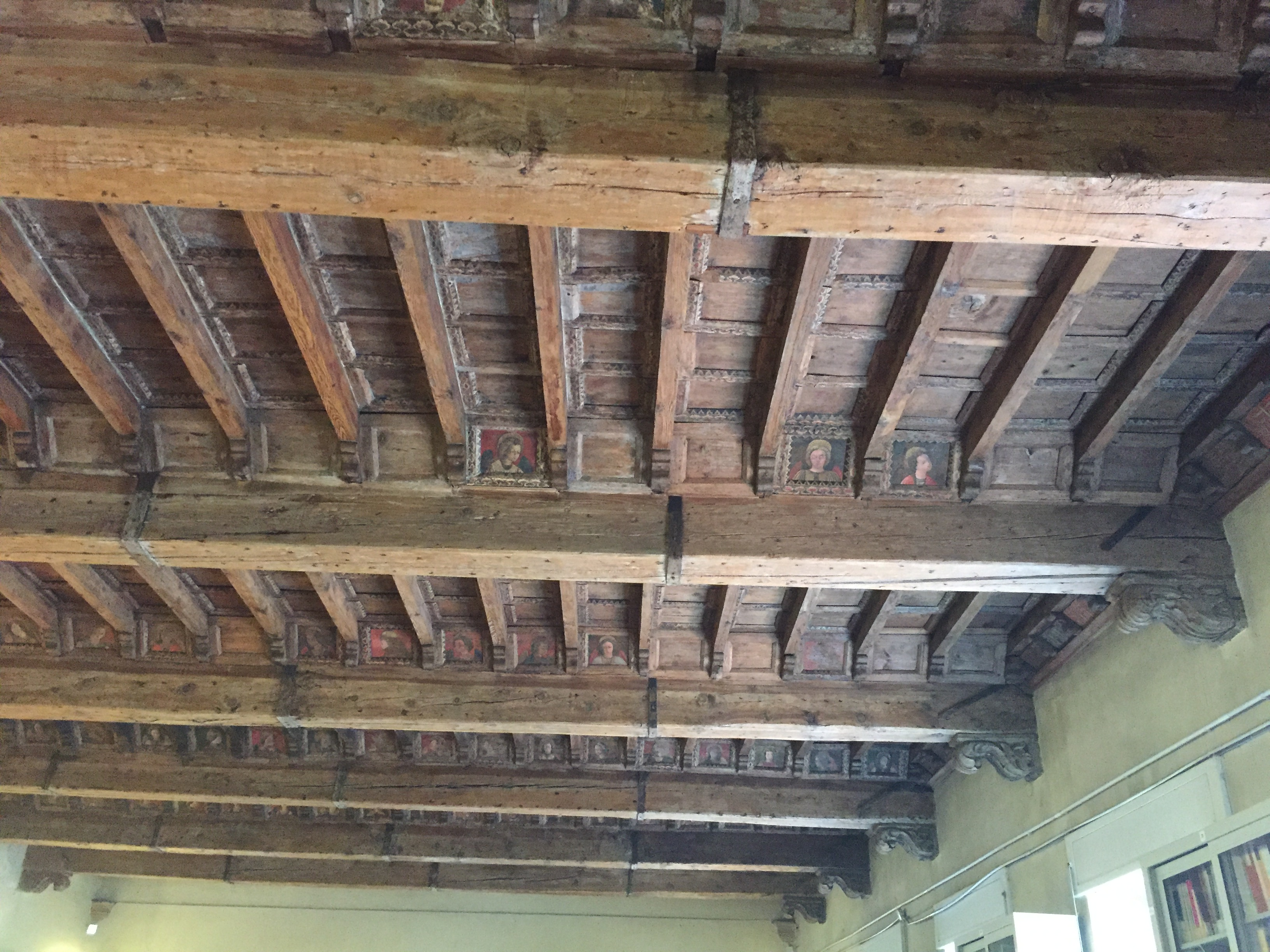
Die Decken der Pavillons, 15. Jahrhundert.
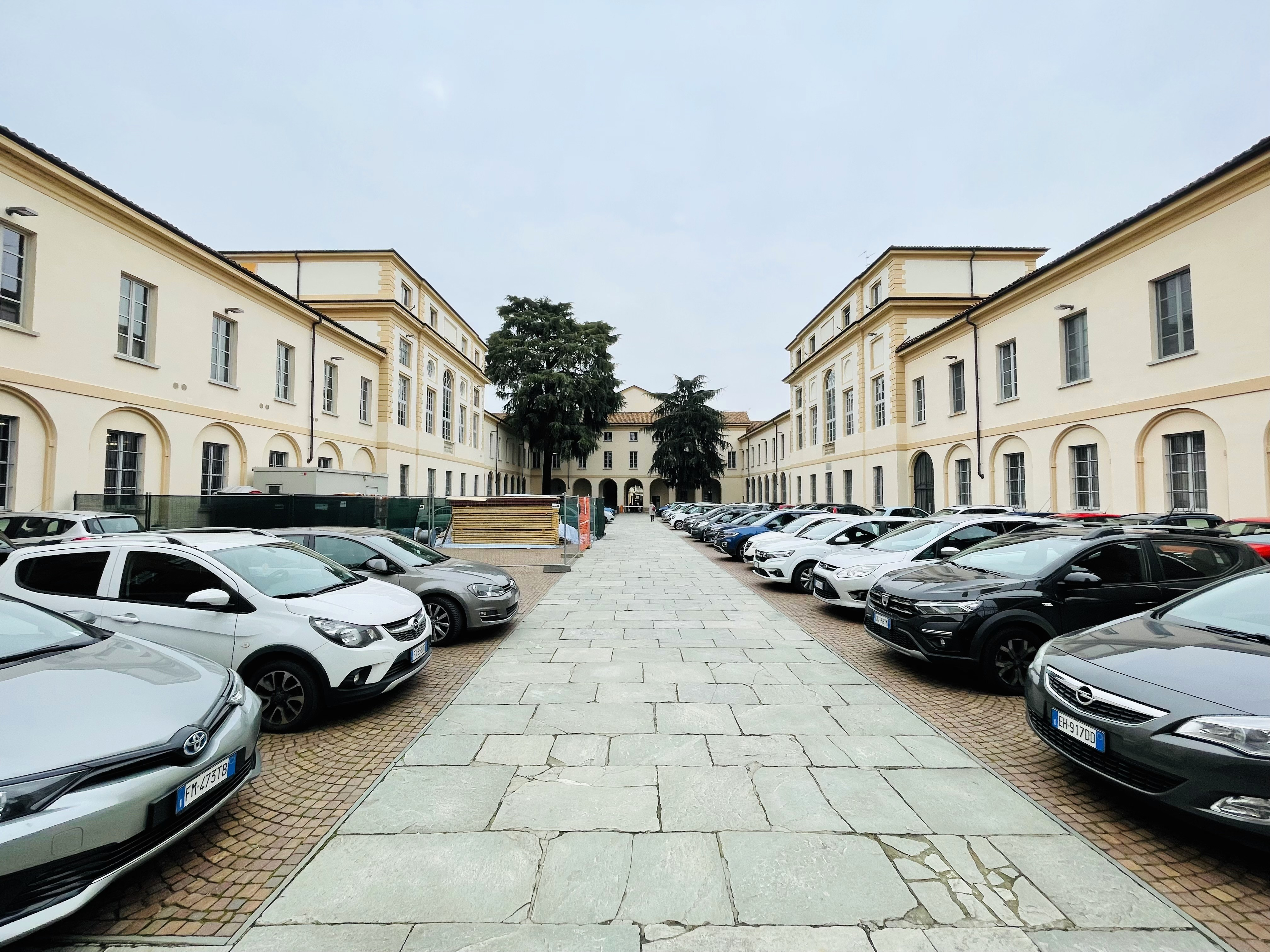
Die nach einem Entwurf von Leopold Pollack errichteten Pavillons, 1788–1791.
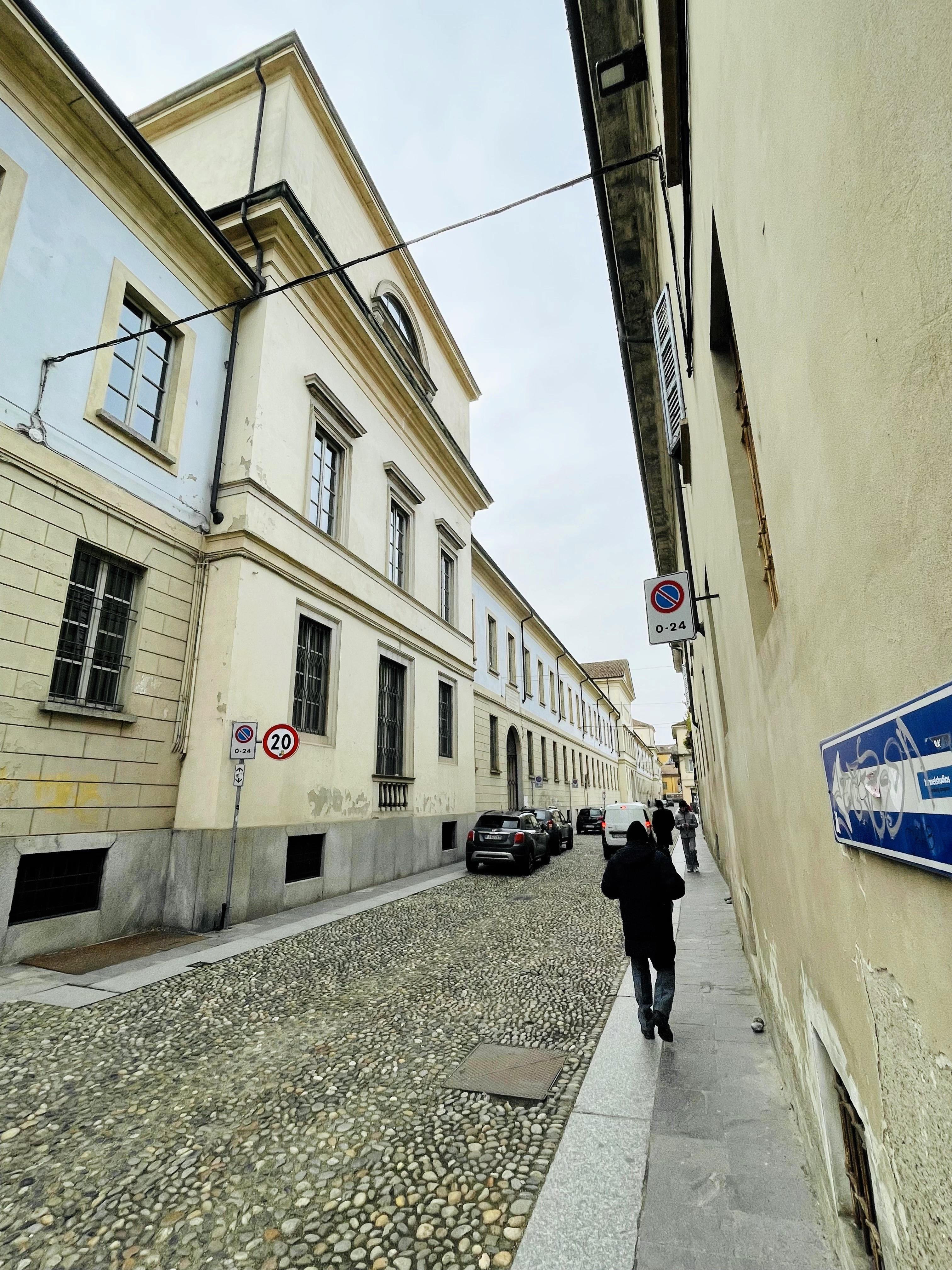
Die Pavillons wurden 1788 und 1845 gebaut.